# Караван (Сумський район)
Карава́н — село в Україні, у Лебединській міській громаді Сумського району Сумської області. Населення становить 48 осіб. До 2020 орган місцевого самоврядування — Гарбузівська сільська рада.

## Географія
Село Караван знаходиться на лівому березі річки Ревки, вище за течією на відстані 1,5 км розташоване село Ситники, нижче за течією на відстані 2,5 км розташоване село Ревки, на протилежному березі - село Щетини. Навколо села проведені іригаційні канали.

## Історія
12 червня 2020 року, відповідно до Розпорядження Кабінету Міністрів України № 723-р «Про визначення адміністративних центрів та затвердження територій територіальних громад Сумської області», увійшло до складу Лебединської міської територіальної громади.
19 липня 2020 року, після ліквідації Лебединського району, село увійшло до Сумського району.